# Portret Ferdynanda VII
Portret Ferdynanda VII (hiszp. Fernando VII con el manto de la Orden de Carlos III) – obraz olejny hiszpańskiego malarza Vicentego Lópeza Portañi przedstawiający króla Ferdynanda VII. Jest eksponowany w Palacio de Cervellón w Walencji.

## Opis
Ferdynand VII (1784–1833) był synem hiszpańskiego króla Karola IV Burbona i Marii Ludwiki Burbon-Parmeńskiej. Jako książę i następca nie sprawował żadnej władzy, ponieważ para królewska faworyzowała sekretarza stanu Manuela Godoya i jemu powierzała najważniejsze obowiązki państwowe. Obawiając się o swoją sukcesję, Ferdynand spiskował przeciwko ojcu razem z liberałami przychylnymi Napoleonowi, spisek jednak wykryto, a księcia aresztowano. Również Godoy uważał Francję i Napoleona Bonapartego za sprzymierzeńca, i nie przewidział jego planu zajęcia Hiszpanii i wcielenia jej do cesarstwa. W 1808 roku, kiedy armia francuska zbliżała się do hiszpańskiej stolicy wybuchły gwałtowne zamieszki skierowane przeciwko niepopularnemu i profrancuskiemu Godoyowi. Lud podżegany przez zwolenników księcia Ferdynanda wdarł się do Pałacu w Aranjuez, letniej rezydencji królewskiej. W wyniku tych wydarzeń Karol IV zmuszony był abdykować na rzecz syna 19 marca 1808 roku. Sytuację wykorzystał Napoleon, który wezwał skłóconą rodzinę królewską do Bajonny, oferując wsparcie w negocjacjach. Na francuskim terytorium zmusił nowo koronowanego Ferdynanda VII do abdykacji na rzecz ojca, który następnie przekazał koronę Napoleonowi na początku maja 1808 roku. Napoleon umieścił na hiszpańskim tronie swojego brata Józefa, który panował od czerwca 1808 do grudnia 1813 roku. Ferdynand VII został uwięziony w Valençay, w tym czasie w Hiszpanii trwała wojna niepodległościowa. Odzyskał wolność i tron w 1813 roku, hiszpański lud witał go z entuzjazmem i nazywał „Upragnionym”. Panował do śmierci w 1833 roku; jego rządy charakteryzowały się powrotem do absolutyzmu i prześladowaniem liberałów i sprzyjających Francuzom.
Ferdynand VII preferował neoklasyczny styl malarza nadwornego Vicentego Lópeza Portañi, który stał się jego oficjalnym portrecistą.